# Maserati Mistral
De Maserati Mistral is een GT van het Italiaanse automerk Maserati. De wagen was beschikbaar als tweezits coupé en spyder en werd geproduceerd tussen 1963 en 1970. De Maserati Mistral is vernoemd naar een krachtige noordelijke wind in Oost-Frankrijk en is daarmee de eerste in een rij van klassieke Maserati GT's die de naam van een wind gekregen hebben.

## Geschiedenis
De Mistral werd in 1963 op het autosalon van Turijn gepresenteerd. Het ontwerp was van de hand van Pietro Frua en oogde strak en modern. Zo had de wagen een luchtinlaat onder de voorbumper, wat een traditioneel radiatorrooster overbodig maakte. Aanvankelijk was het koetswerk volledig van aluminium, maar vanaf 1967 werd staal gebruikt en waren alleen de portieren en motorkap nog van aluminium om het gewicht te beperken. De wagen was voorzien van schijfremmen vooraan en achteraan. Het motorvermogen van de zescilinder-in-lijn werd op de achteras afgeleverd via een manuele 5-bak van ZF. Er werden in totaal 844 exemplaren van de Mistral geproduceerd.

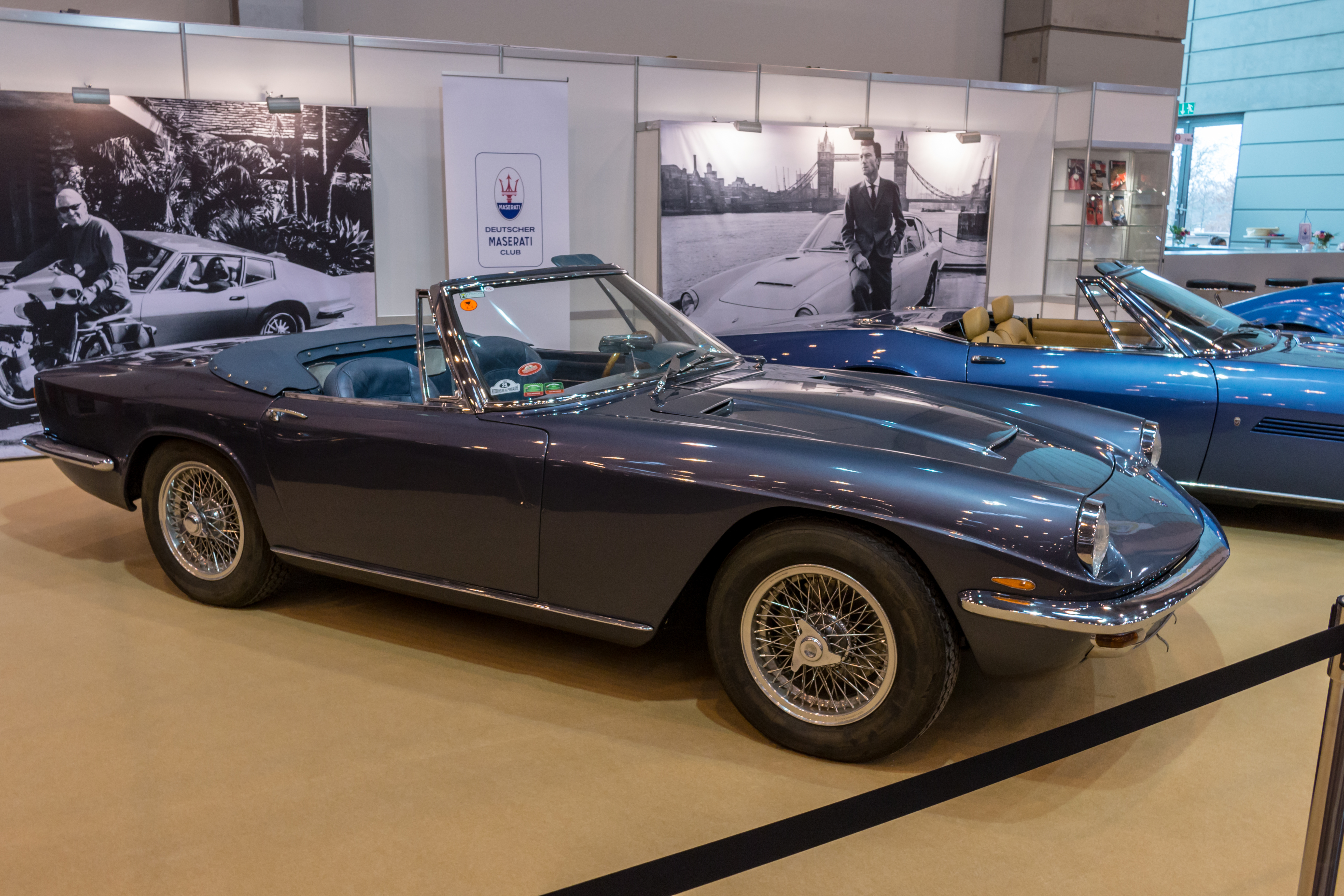
Maserati Mistral Spyder

In 1964 werd op het Autosalon van Genève de Mistral Spyder voorgesteld, een tweezits cabrioletversie van de Mistral. De Spyder was optioneel met een aluminium hardtop verkrijgbaar.  Met slechts 124 geproduceerde exemplaren is de Mistral Spyder een van de zeldzaamste klassieke Maserati GT's.

## Motoren
De Mistral werd aangedreven door een zescilinder-in-lijn die Maserati voor de autosport had ontwikkeld. Aanvankelijk was dat de 3,5L motor van zijn voorganger, de Maserati 3500 GT, maar er was ook een 3,7L en een 4,0L motor leverbaar. De Mistral was het laatste model met de klassieke Maserati zescilinder-in-lijn, alle daaropvolgende modellen hadden een V6 of een V8-motor.
| Type        | Motor     | Motor     | Motor         | Topsnelheid | Jaartal   |
| Type        | Inhoud    | Cilinders | Vermogen      | Topsnelheid | Jaartal   |
| ----------- | --------- | --------- | ------------- | ----------- | --------- |
| Mistral 3.5 | 3.485 cm³ | L6        | 173 kW/235 pk | 255 km/u    | 1964      |
| Mistral 3.7 | 3.694 cm³ | L6        | 180 kW/245 pk | 255 km/u    | 1964-1969 |
| Mistral 4.0 | 4.014 cm³ | L6        | 195 kW/265 pk | 255 km/u    | 1965-1969 |

| Type               | Motor     | Motor     | Motor         | Topsnelheid | Jaartal   |
| Type               | Inhoud    | Cilinders | Vermogen      | Topsnelheid | Jaartal   |
| ------------------ | --------- | --------- | ------------- | ----------- | --------- |
| Mistral Spyder 3.5 | 3.485 cm³ | L6        | 173 kW/235 pk | 255 km/u    | 1964-1966 |
| Mistral Spyder 3.7 | 3.694 cm³ | L6        | 180 kW/245 pk | 255 km/u    | 1964-1969 |
| Mistral Spyder 4.0 | 4.014 cm³ | L6        | 195 kW/265 pk | 255 km/u    | 1965-1969 |